# Rodrigo Millar
Rodrigo Javier „Chino” Millar Carvajal (ur. 3 listopada 1981 w Arauco) – chilijski piłkarz z obywatelstwem meksykańskim, występujący na pozycji ofensywnego pomocnika, obecnie zawodnik meksykańskiej Morelii.

## Kariera klubowa
Millar jest wychowankiem klubu CD Huachipato z miasta Talcahuano, do którego seniorskiej drużyny został włączony jako osiemnastolatek. W chilijskiej Primera División zadebiutował w sezonie 1999, natomiast premierowego gola w najwyższej klasie rozgrywkowej strzelił 5 grudnia tego samego roku w przegranym 1:3 spotkaniu z Audax Italiano. Po upływie kilkunastu miesięcy wywalczył sobie pewną pozycję w wyjściowej jedenastce zespołu, tworząc skuteczny duet atakujących z Héctorem Mancillą i zostając jednym z najlepszych rozgrywających w lidze chilijskiej. Począwszy od 2004 roku plasował się również w czołówce ligowej klasyfikacji strzelców, a z biegiem czasu jego występy zaowocowały zainteresowaniem ze strony europejskich klubów; w marcu 2004 przebywał na testach w niemieckiej ekipie Hertha BSC, natomiast w 2006 roku był bliski transferu do hiszpańskiego CD Tenerife, odrzucił także ofertę rosyjskiego Tereka Grozny. Ogółem barwy Huachipato reprezentował przez osiem lat, nie odnosząc jednak żadnych sukcesów zarówno na arenie krajowej, jak i międzynarodowej.
Wiosną 2007 Millar za sumę 300 tysięcy dolarów przeszedł do krajowego giganta – klubu CSD Colo-Colo ze stołecznego Santiago. Tam z miejsca został podstawowym zawodnikiem drużyny prowadzonej przez argentyńskiego trenera Claudio Borghiego i współtworzonej przez graczy takich jak Giovanni Hernández, Humberto Suazo, Arturo Vidal czy Alexis Sánchez. W wiosennym sezonie Apertura 2007 zdobył z Colo-Colo swój pierwszy tytuł mistrza Chile i sukces ten powtórzył również pół roku później, w jesiennych rozgrywkach Clausura 2007. Po serii słabszych występów, w styczniu 2008 udał się na wypożyczenie do kolumbijskiej drużyny CD Once Caldas z siedzibą w Manizales, której barwy reprezentował przez sześć miesięcy bez większych sukcesów. Po powrocie do Colo-Colo, w sezonie Clausura 2008, zanotował trzecie w swojej karierze mistrzostwo kraju.
Podczas jesiennych rozgrywek Clausura 2009 Millar wywalczył swój czwarty tytuł mistrza Chile, a w ciągu następnych kilku miesięcy jego dobra forma zaowocowała również zdobyciem kilku nagród indywidualnych; został wybrany przez magazyn El Gráfico najlepszym zawodnikiem ligi chilijskiej 2009 roku, a także znalazł się w ogłoszonej przez tę gazetę jedenastce sezonu. Ostatni z wymienionych sukcesów powtórzył również w 2010 roku, otrzymując też wtedy nagrodę dla najlepszego chilijskiego piłkarza, przyznawaną przez ogólnokrajowy związek dziennikarzy sportowych (CPD). Swoje ostatnie osiągnięcie w barwach Colo-Colo zanotował w sezonie 2010, zdobywając tytuł wicemistrza kraju. W 2011 roku, po odejściu z klubu Arturo Sanhuezy, został mianowany przez szkoleniowca Diego Cagnę nowym kapitanem drużyny, lecz po upływie zaledwie kilku tygodni został zastąpiony w tej roli przez Andrésa Scottiego. W Colo-Colo występował w sumie przez prawie sześć lat.
W styczniu 2013 Millar został zawodnikiem meksykańskiego zespołu Club Atlas z siedzibą w Guadalajarze, który za jego transfer zapłacił 400 tysięcy dolarów, korzystając z faktu, że za pół roku wygasał jego kontrakt z Colo-Colo. W tamtejszej Liga MX zadebiutował 19 stycznia 2013 w przegranym 0:1 spotkaniu z Tigres UANL, natomiast premierowego gola w nowej drużynie strzelił już siedem dni później, w wygranej 2:1 ligowej konfrontacji z Américą. Od razu wywalczył sobie pewne miejsce w drugiej linii Atlasu i w jesiennym sezonie Apertura 2013 dotarł z nim do finału krajowego pucharu – Copa MX. W lipcu 2014 szkoleniowiec Tomás Boy powierzył mu kapitańską opaskę, po odejściu dotychczasowego lidera zespołu – Leandro Cufré, a niedługo potem gracz otrzymał meksykańskie obywatelstwo w wyniku kilkuletniego zamieszkiwania w tym kraju.
Latem 2015 Millar został wypożyczony do ekipy Monarcas Morelia w ramach współpracy pomiędzy obydwoma klubami (posiadającymi tego samego właściciela – Grupo Salinas).

## Kariera reprezentacyjna
W styczniu 2001 Millar został powołany przez szkoleniowca Héctora Pinto do reprezentacji Chile U-20 na Mistrzostwa Ameryki Południowej U-20. Na ekwadorskich boiskach pełnił rolę kluczowego gracza swojej kadry narodowej, rozgrywając osiem z dziewięciu spotkań (z czego siedem w podstawowym składzie). Jego drużyna zajęła wówczas drugie miejsce w pierwszej rundzie, awansując do rundy finałowej, którą z kolei zakończyła na czwartej pozycji, dzięki czemu zakwalifikowała się na Mistrzostwa Świata U-20 w Argentynie. Na młodzieżowym mundialu również był jednym z ważniejszych graczy reprezentacji; wystąpił w dwóch meczach (w obydwóch w pierwszej jedenastce) i strzelił gola w spotkaniu fazy grupowej z Ukrainą (2:4), natomiast Chilijczycy odpadli ze światowego czempionatu już w fazie grupowej.
W 2004 roku Millar znalazł się w ogłoszonym przez Juvenala Olmosa składzie reprezentacji Chile U-23 na południowoamerykański turniej kwalifikacyjny do Igrzysk Olimpijskich w Atenach. Był wówczas wyróżniającym się zawodnikiem swojej drużyny i wystąpił we wszystkich siedmiu możliwych meczach (z czego w sześciu w wyjściowym składzie), zdobywając bramkę w konfrontacji rundy finałowej z Paragwajem (1:3). Chilijczycy zajęli pierwsze miejsce w pierwszej rundzie z bilansem trzech zwycięstw i remisu, lecz w rundzie finałowej zanotowali remis i dwie porażki, wskutek czego uplasowali się na ostatniej lokacie i nie zdołali awansować na olimpiadę.
W seniorskiej reprezentacji Chile Millar zadebiutował za kadencji tymczasowego selekcjonera Césara Vaccii, 17 kwietnia 2002 w przegranym 0:2 meczu towarzyskim z Turcją. W 2004 roku został powołany przez Juvenala Olmosa na turniej Copa América, podczas którego wystąpił w dwóch spotkaniach, zaś jego kadra zakończyła swój udział w tych rozgrywkach na fazie grupowej. Premierowego gola w kadrze narodowej strzelił 5 września 2009 w zremisowanej 2:2 konfrontacji z Wenezuelą, wchodzącej w skład udanych dla jego drużyny eliminacji do Mistrzostw Świata 2010, w trakcie których rozegrał ostatecznie sześć spotkań. W 2010 roku znalazł się w ogłoszonym przez argentyńskiego szkoleniowca Marcelo Bielsę składzie na Mistrzostwa Świata w RPA. Tam pozostawał jednak głównie rezerwowym drużyny, rozgrywając trzy spotkania; w fazie grupowej z Hondurasem (1:0) i Hiszpanią, a także w 1/8 finału z Brazylią (0:3), z czego tylko w pierwszym z wymienionych meczów wybiegł na boisko w wyjściowym składzie. Zdobył także bramkę w konfrontacji z Hiszpanią, późniejszymi mistrzami świata, pokonując Ikera Casillasa strzałem zza pola karnego; był to zarazem ostatni gol stracony przez Hiszpanów w tym turnieju. Chilijczycy odpadli ostatecznie z mundialu w 1/8 finału.
W 2011 roku Millar został powołany przez argentyńskiego selekcjonera Claudio Borghiego na swój kolejny turniej Copa América. Na argentyńskich boiskach pełnił jednak rolę głębokiego rezerwowego swojego zespołu i nie rozegrał żadnego spotkania, zaś jego kadra zakończyła swój udział w rozgrywkach na ćwierćfinale. Trzy lata później znalazł się w ogłoszonym przez Jorge Sampaolego szerokim składzie chilijskiej reprezentacji na Mistrzostwa Świata w Brazylii, lecz został skreślony z ostatecznej kadry kilkanaście dni przed rozpoczęciem turnieju.

## Statystyki kariery

### Klubowe
| Huachipato  | 1999      | Chile    | Primera División | 10  | 1  | –   | –       | –       | –  | –    | 10   | 1   |
| Huachipato  | 2000      | Chile    | Primera División | 15  | 0  | 0≤  | 0       | –       | –  | –    | 15≤  | 0   |
| Huachipato  | 2001      | Chile    | Primera División | 27  | 2  | –   | –       | –       | –  | –    | 27   | 2   |
| Huachipato  | 2002      | Chile    | Primera División | 28  | 4  | –   | –       | –       | –  | –    | 28   | 4   |
| Huachipato  | 2003      | Chile    | Primera División | 32  | 15 | –   | –       | –       | –  | –    | 32   | 15  |
| Huachipato  | 2004      | Chile    | Primera División | 20  | 9  | –   | –       | –       | –  | –    | 20   | 9   |
| Huachipato  | 2005      | Chile    | Primera División | 33  | 13 | –   | –       | –       | –  | –    | 33   | 13  |
| Huachipato  | 2006      | Chile    | Primera División | 25  | 12 | –   | –       | CS      | 2  | 0    | 27   | 12  |
| Colo-Colo   | 2007      | Chile    | Primera División | 22  | 6  | –   | –       | CL + CS | 8  | 1    | 30   | 7   |
| Once Caldas | 2008      | Kolumbia | Primera A        | 10  | 3  | 0≤  | 0≤      | –       | –  | –    | 10≤  | 3≤  |
| Colo-Colo   | 2008      | Chile    | Primera División | 14  | 2  | –   | –       | –       | –  | –    | 14   | 2   |
| Colo-Colo   | 2009      | Chile    | Primera División | 23  | 3  | 2   | 0       | CL      | 6  | 1    | 31   | 4   |
| Colo-Colo   | 2010      | Chile    | Primera División | 30  | 2  | –   | –       | CL + CS | 7  | 1    | 37   | 3   |
| Colo-Colo   | 2011      | Chile    | Primera División | 24  | 3  | –   | –       | CL      | 4  | 0    | 28   | 3   |
| Colo-Colo   | 2012      | Chile    | Primera División | 32  | 0  | 2   | 0       | –       | –  | –    | 34   | 0   |
| Atlas       | 2012–2013 | Meksyk   | Liga MX          | 17  | 3  | –   | –       | –       | –  | –    | 17   | 3   |
| Atlas       | 2013–2014 | Meksyk   | Liga MX          | 32  | 5  | 1   | 0       | –       | –  | –    | 33   | 5   |
| Atlas       | 2014–2015 | Meksyk   | Liga MX          | 28  | 4  | 3   | 0       | CL      | 3  | 0    | 34   | 4   |
| Morelia     | 2015–2016 | Meksyk   | Liga MX          | 21  | 3  | 3   | 0       | –       | –  | –    | 24   | 3   |
| Morelia     | 2016–2017 | Meksyk   | Liga MX          | 0   | 0  | 0   | 0       | –       | –  | –    | 0    | 0   |
| Ogółem      |           |          |                  |     |    |     |         |         |    |      |      |     |
| Chile       | Chile     | Chile    | 335              | 72  | 4≤ | 0   | CS + CL | 27      | 3  | 366≤ | 75   |     |
| Kolumbia    | Kolumbia  | Kolumbia | 10               | 3   | 0≤ | 0≤  | –       | –       | –  | 10≤  | 3≤   |     |
| Meksyk      | Meksyk    | Meksyk   | 98               | 15  | 7  | 0   | CL      | 3       | 0  | 108  | 15   |     |
| Ogółem      | Ogółem    | Ogółem   | Ogółem           | 443 | 90 | 11≤ | 0≤      | CS + CL | 30 | 3    | 484≤ | 93≤ |

- CS – Copa Sudamericana
- CL – Copa Libertadores

### Reprezentacyjne
| Chile  | Chile  | 2002   | 1  | 0 | – | – | –       | – | – | 1  | 0 |
| Chile  | Chile  | 2003   | 1  | 0 | – | – | –       | – | – | 1  | 0 |
| Chile  | Chile  | 2004   | 1  | 0 | – | – | CA      | 2 | 0 | 3  | 0 |
| Chile  | Chile  | 2005   | –  | – | – | – | –       | – | – | 0  | 0 |
| Chile  | Chile  | 2006   | 1  | 0 | – | – | –       | – | – | 1  | 0 |
| Chile  | Chile  | 2007   | –  | – | – | – | –       | – | – | 0  | 0 |
| Chile  | Chile  | 2008   | –  | – | – | – | –       | – | – | 0  | 0 |
| Chile  | Chile  | 2009   | 5  | 0 | 6 | 1 | –       | – | – | 11 | 1 |
| Chile  | Chile  | 2010   | 8  | 0 | – | – | MŚ      | 3 | 1 | 11 | 1 |
| Chile  | Chile  | 2011   | –  | – | – | – | –       | – | – | 0  | 0 |
| Chile  | Chile  | 2012   | 1  | 0 | – | – | –       | – | – | 1  | 0 |
| Chile  | Chile  | 2013   | –  | – | – | – | –       | – | – | 0  | 0 |
| Chile  | Chile  | 2014   | 5  | 1 | – | – | –       | – | – | 5  | 1 |
| Chile  | Chile  | 2015   | 2  | 0 | – | – | –       | – | – | 2  | 0 |
| Chile  | Chile  | 2016   | –  | – | 0 | 0 | –       | – | – | 0  | 0 |
| Ogółem | Ogółem | Ogółem | 25 | 1 | 6 | 1 | CA + MŚ | 5 | 1 | 36 | 3 |

- CA – Copa América
- MŚ – Mistrzostwa Świata